# 国分町 (福岡県)
国分町（こくぶまち）は、福岡県三井郡にあった町。現在の久留米市の一部。

## 地理
耳納山地高良山の西方で、高良川中流域に位置していた。

## 歴史

### 沿革
- 1889年（明治22年）4月1日 - 町村制の施行により、御井郡東久留米村（一部、国道両側添を除く）、野中村、国分村、西久留米村（一部、小頭町字片原添を除く）が合併して村制施行し、国分村が発足[1][2]。
- 1896年（明治29年）4月1日 - 郡の統合により三井郡に所属[1][3]。
- 1922年（大正11年）8月1日 - 町制施行し国府町となる[1][2]。
- 1924年（大正13年）11月1日 - 久留米市に編入され廃止[1][2]。

### 地名の由来
筑後国分寺が所在していたことによる。

## 陸軍施設
- 第18師団司令部[1]
- 歩兵第48連隊[1]

## 交通

### 鉄道
- 1909年（明治42年）- 筑後軌道 国分まで延長[1]。
- 1913年（大正2年）- 筑後軌道 久留米市日吉町 - 福島間に電車開通。西久留米、野中に停車場開設[1]。

## 教育

### 小学校
- 1904年（明治37年） - 国分尋常小学校開校[1]
- 1922年（大正11年） - 国分尋常高等小学校となる[1]。